# 학동 (광주)
학동(鶴洞)은 광주광역시 동구에 위치한 법정동이자 행정동이다.

## 유래
학동의 유래는 무등산 줄기가 학처럼 내려와 앉은 구릉지라 해서 학마을로 불렀다.

## 연혁
- 1946년 : 지동, 전동, 계동
- 1947년 : 학동 1, 2, 3구로 개명
- 1970년 : 학동 1~3구가 학1동, 학2동, 학3동으로 개칭
- 1998년 4월 27일 : 행정동 통·폐합으로 학1·2동이 학1동으로, 학3동이 학2동으로 변경
- 2002년 3월 25일 : 학1·2동이 학동으로 통합[1]

## 교육
- 전남대학교 학동캠퍼스

## 교통
- 남광주역
- 학동·증심사입구역

## 주요 시설 및 기관
- 금호장례식장
- 그랑프리호텔
- 학동시장
- 남광주시장
- 광주전남지방병무청
- 학동 느티나무

## 주거

### 아파트
- 대한주택공사
  - 학1마을 (국민임대) - 2007년 7월 입주 / 거림건설